# Моджани
Моджани (пол. Modrzany) — село в Польщі, у гміні Кошиці Прошовицького повіту Малопольського воєводства.
Населення — 101 особа (2011).
У 1975-1998 роках село належало до Келецького воєводства.

## Демографія
Демографічна структура станом на 31 березня 2011 року:
|          | Загалом | Допрацездатний вік | Працездатний вік | Постпрацездатний вік |
| -------- | ------- | ------------------ | ---------------- | -------------------- |
| Чоловіки | 49      | 8                  | 38               | 3                    |
| Жінки    | 52      | 7                  | 37               | 8                    |
| Разом    | 101     | 15                 | 75               | 11                   |